# Chwala Pińsk
Chwala Pińsk (biał. ФК «Хваля» Пінск) – białoruski klub piłkarski z siedzibą w miejscowości Pińsk, w obwodzie brzeskim.

## Historia
Chronologia nazw:
- 1940: Dynama Pińsk (biał. «Дынама» Пінск)
- 1953: klub rozwiązano
- 1961: Chwala Pińsk (biał. «Хваля» Пінск)
- 1968: Kołas Pińsk (biał. «Колас» Пінск)
- 1971: Prypiać Pińsk (biał. «Прыпяць» Пінск)
- 1974: Palessie (biał. «Палессе» Пінск)
- 1980-1990: Maszynabudaunik Pińsk (biał. «Машынабудаўнік» Пінск)
- 1989: Kamunalnik Pińsk (biał. ФК «Камунальнік» Пінск)
- 1997: FK Pińsk-900 (biał. ФК «Пінск-900»)
- 2006: Chwala Pińsk (biał. ФК «Хваля» Пінск)

Klub piłkarski Kamunalnik został założony w Pińsku w 1989 roku. Chociaż historia klubu sięga 1940, kiedy to w mieście został  organizowany klub Dynama Pińsk. W 1961 powstał protoplasta klubu Chwala Pińsk. Potem miasto w mistrzostwach Białoruskiej SRR reprezentowały zespoły o nazwie Kołas, Prypiać, Palessie, i Maszynabudaunik.
Po uzyskaniu niepodległości przez Białoruś i organizowaniu własnych mistrzostw klub w 1992 startował w rozgrywkach Drugiej ligi mistrzostw Białorusi, gdzie zajął 3.miejsce. Od 1997 występował pod nazwą FK Pińsk-900. W 2006 przyjął obecną nazwę Chwala Pińsk.

## Znani piłkarze
- Aleh Strachanowicz (1996-1997)